# Miguel Simão
Miguel Ângelo da Cruz Simão (Porto, 26 febbraio 1973) è un ex calciatore portoghese, di ruolo centrocampista.
Vanta 31 presenze nella prima divisione portoghese e 27 in quella scozzese.

## Carriera

### Club

#### Gli inizi, Nacional e Feirense
Nato ad Oporto, nel 1984 Miguel Simão entra inizialmente nel vivaio del Porto, prima di diventare un prodotto delle giovanili del Boavista, l'altra squadra della sua città natale. Dal 1991 al 1993 gioca le sue prime stagioni da professionista, in seconda divisione portoghese, col Nacional e il Feirense.

#### Salgueiros
Nel 1993 ha modo di debuttare in Primeira Divisão col Salgueiros, il quale raggiunge l'undicesimo posto a fine campionato 1993-1994. Alla sua prima stagione in massima serie, Simão gioca 22 partite e segna cinque reti. 

#### Nacional e Académica
Dal 1995 al 1996 viene ceduto al Nacional e all'Académica (in seconda divisione), prima di fare ritorno nel 1996-1997 al Salgueiros con cui disputa un'altra stagione in Primeira.

#### Desportivo Aves
Nel 1997 Simão viene acquistato a titolo definitivo dal Desportivo Aves, con il quale disputa una stagione in Liga de Honra (Serie B portoghese), condita da tre reti in 26 incontri di campionato.

#### St. Johnstone
Nel 1998 si trasferisce in Scozia, al St. Johnstone, club di prima divisione scozzese. Debutta con la nuova maglia il 29 agosto 1998 all'Ibrox, nel corso della partita persa 0-4 contro i Rangers. Nel suo primo anno in Scozia Simão gioca 26 gare di campionato, marcando quattro reti. Ha modo di esordire anche in Coppa UEFA giocando un paio di match. In uno in particolare, il turno preliminare di ritorno contro i finlandesi del Vaasan Palloseura, riesce a segnare una doppietta da subentrato, fissando il punteggio sul 2-0 (3-1 cumulativo).
Dal 1998 al 2000 ha collezionato 43 presenze e cinque reti in Scottish Premiership.

#### Sanfrecce Hiroshima
Nel 2000 si trasferisce in Giappone, al Sanfrecce Hiroshima, in cambio di 50.000 sterline britanniche. Con la squadra nipponica Simão disputa solo tre partite nella J.League Division 1 2000.

#### Gil Vicente e Moreirense
Nel gennaio 2001 torna in patria, al Gil Vicente, nella Primeira Liga. Dopo sei mesi si trasferisce al Moreirense, dove vince un campionato di seconda serie.

#### Fafe e Lichtenberg 47
Nel 2002 scende in quarta categoria portoghese, tesserato dal Fafe, che arriva secondo nel torneo di Terceira Divisão ed è promosso in terza divisione. Dopo una stagione passa al Lichtenberg 47, formazione tedesca militante nella NOFV-Oberliga Nord, il quarto livello del calcio tedesco.

#### Le ultime stagioni in Lussemburgo
Nel 2004 si trasferisce in Lussemburgo, al Grevenmacher, compagine di prima divisione. In seguito, dal 2005, milita in altre squadre del Granducato, come il Cebra 01. Simão chiude la carriera a quarant'anni tra i dilettanti lussemburghesi, nel 2013.

### Nazionale
Simão ha vinto con nazionale portoghese under-16 l'Europeo di categoria del 1989 in Danimarca. Sempre nel 1989 è stato convocato col Portogallo under-17.

## Palmarès

### Club

#### Competizioni nazionali
- Segunda Liga: 1

Moreirense: 2001-2002

### Nazionale
- Campionato europeo di calcio Under-16: 1

Danimarca 1989